# Ludwig Sturm (Maler, 1844)

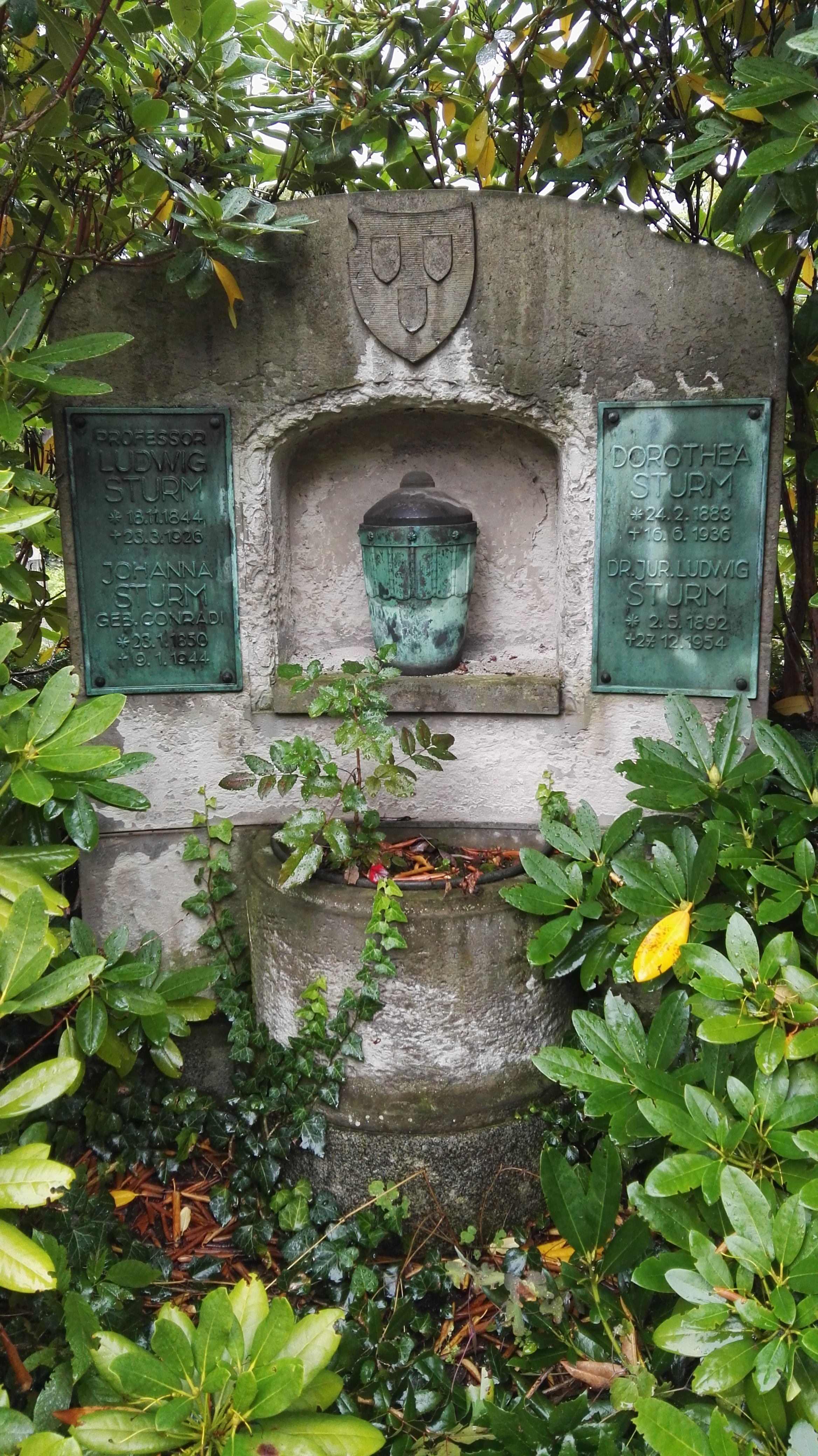
Grab von Ludwig Sturm und Familie auf dem Urnenhain Tolkewitz

Ludwig Philipp Georg Sturm (* 18. November 1844 in Bamberg; † 23. März 1926 in Dresden) war ein deutscher Porträt- und Porzellanmaler.

## Leben
Sturm erhielt zunächst eine Ausbildung im Porzellan- und Malinstitut von Carl Schmidt in Bamberg und war ab dem 23. März 1867 Schüler der Königlichen Akademie der Bildenden Künste München. Nach dem Studium wirkte er als Porträtmaler in Dresden. Von 1880 bis Ende 1904 war er als Nachfolger von Carl August Müller (1807–1879) Vorsteher der Maler an der Königlich-Sächsischen Porzellan-Manufaktur Meissen, ab 1898 deren künstlerischer Direktor. Als solcher kooperierte er eng mit dem Leiter der Bildhauerwerkstätten, Emmerich Andresen. 1891 wurde er zum Professor berufen. Außerdem erhielt er den Titel Hofrat. 
Insbesondere führte er nach Vorlagen verschiedener Maler Historien und Bildnisse auf Porzellanplatten aus, auch setzte er sich für die Herstellung von Waren in neuen Pâte-sur-Pâte- und Scharffeuerdekoren ein. Auf Leinwand kopierte er 1890 die Sixtinische Madonna.